# Kistápé
Kistápé rövid ideig önálló, ma Bikácshoz tartozó település Tolna vármegye Paksi járásában.

## Fekvése
Bikácstól két kilométerre található zsáktelepülés, Bikácsról közelíthető meg egy számozatlan bekötőúton, amely csak 1976-ban kapott szilárd burkolatot, két évvel a járda építése után. A települést érintő helyközi autóbuszvonalː 5456

## Nevének eredete
A pécsi egyházmegye alapító oklevele a 11. század elejéről említi Thapeont, amely feltételezhetően azonos Kistápéval, később Thapey, Tapei, Thape alakokban fordul elő. A név bizonytalan eredetű, Kiss Lajos szerint a Szegedhez csatolt Tápé nevével egyetemben a török tapay (szolgálat, tisztelet) szóból eredeztethető, de görög eredet is elképzelhető, az alapítólevél th- szókezdete is ezt támasztja alá. Görögül a név temetkezést, sírt jelenthetett, ezt erősíti a Bikács határában talált kelta temető.

## Története
1880-ig puszta, 1888 és 1930 között önálló kisközség a németkéri körjegyzőségbe beosztva, 1930-tól kezdve Bikácshoz tartozik, átcsatolását már egy 1928-as belügyminiszteri rendelet előírta. Emellett az 1970-es években Bikács és Nagydorog közös tanácsa miatt a nagydorogi önkormányzathoz tartozott.
1903-ig Tápénak hívták. Az első, 1785-ös népszámlálás idején 14 házában 25 család, 133 fő lakott, ekkor Györkönyhöz tartozott. 1852-ig gróf Győri László tulajdonában álló majorsághoz tartozott, lakosai a jobbágyfelszabadítás után uradalmi cselédek lettek, és továbbra is egy tulajdonosé volt a puszta, többek között a Zichy családé is volt (1937-ig). A község 1906-ban számos faluval egyetemben megünnepelte Rákóczi hamvainak hazahozatalát harangszóval, iskolai ünnepséggel, két nap munkaszünettel, a tanító beszédével. 1928-ban kötötték be a telefonhálózatba, Pusztahencsével egyidőben. A második világháború utáni államosítás előtti utolsó tulajdonosa gróf Wenckheim Antalné volt. 1969-ben még működött az iskola, mindössze tizenhét diákkal a nyolc évfolyamon összesen. 2006-ban az egykori majorság területén négycsillagos szálló épült, falusiasabb jellegű apartmanokkal kiegészítve.
Kistápéról származik Pákolitz István író, költő, ugyanis édesapja itt született.

## Nevezetességei
- 1901-ben állítottak fel egy haranglábat a településen, amely egy Ocskay Károly tiszttartó által 1896-ban Budapesten öntött lélekharangot tart. Az építményt 2015-ben felújították és felszentelték[13]
- Az egykori Zichy-majorság épületei
- A Kistápéi-patak felduzzasztásával keletkezett a 2,4 hektáros Jindra-tó, egy völgyzárógátas víztározó[14]

## Demográfia
A települést nagyrészt magyarok lakják és lakták, a 19-20. század fordulóján kevés némettel, illetve 1900-ban négy szlovák is lakta.